# Prison de Charleroi
La prison de Charleroi est une ancienne prison du centre de Charleroi en Belgique, aujourd'hui disparue. Elle a été en activité du 1er janvier 1854 jusqu'au 18 octobre 1975. Elle était située sur les rives de la Sambre, en lieu et place de l'actuel ministère des finances.

## Histoire
C'est au début du XIXe siècle que la première prison de Charleroi est aménagée dans une ancienne caserne. D'une capacité de 22 détenus en 1831, la capacité atteint 66 détenus en 1850, date à laquelle la décision est prise de construire une nouvelle prison à Charleroi.
Cette dernière, objet de l'article, est bâtie sur un terrain de 67 ares situé à hauteur du quai de Flandres à la ville-basse de Charleroi, entre 1851 et 1853. L'architecte est Joseph Dumont.
Lors de la séance du sénat du 6 juin 1853, M. Desmanet de Biesme met en cause le luxe avec lequel les prisons sont bâties, en particulier celle de Charleroi, dont il dit que les gens de passage la prennent pour un tribunal plutôt que pour une prison.
Les premiers détenus intègrent l'établissement le 1er janvier 1854, lequel comporte 110 cellules.

### Durant la seconde guerre mondiale

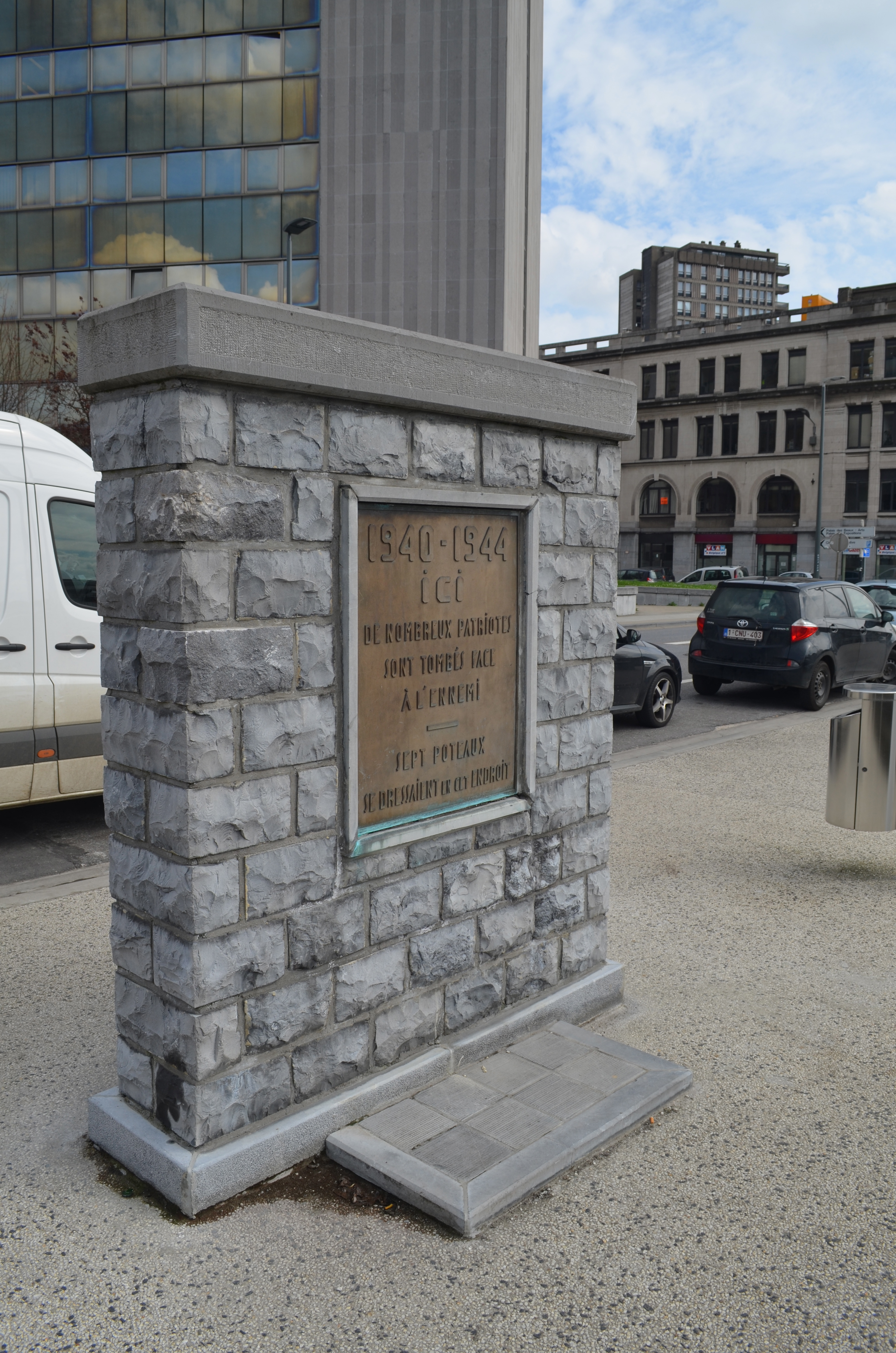
Plaque commémorative, en hommage aux personnes fusillées.

Lors de la seconde guerre mondiale, sous l'occupation, les lieux, alors gérés par les forces de la Wehrmacht, accueillent des détenus politiques, des personnes de confession juive et des soldats du camp allemand, suspectés de faits délictueux.
Les nazis y installent sept poteaux d'exécution. Des prisonniers politiques ou victimes de rafles y sont fusillés. Une plaque commémorative, rendant hommage à ces personnes est apposée sur un monument situé sur le quai de Flandre, face au lieu anciennement occupé par l'entrée de la prison.
Le 9 octobre 1943, des membres du réseau des partisans armés, échouent à empêcher l'exécution de sept prisonniers alors qu'ils font exploser un des murs de l'édifice.

### Fermeture
À l'aube du XXe siècle, un projet pour une nouvelle prison dans la région de Charleroi voit le jour. Déjà en juin 1901, M. Drion, à la chambre des représentants, sollicite la construction d'une nouvelle prison à Charleroi. Le projet est concrétisé par la construction de la prison de Jamioulx entre 1968 et 1975. C'est le 18 octobre 1975 que les 120 détenus de Charleroi intègrent le nouvel établissement,.
Les bâtiments sont détruits en 1976 pour laisser place à la cité administrative, comprenant notamment le bâtiment du ministère des finances.

## Architecture

Plan des lieux

La prison était construite sur base d'un modèle panoptique, introduit en Belgique par Édouard Ducpétiaux. La conception du bâtiment est de l'architecte Joseph Jonas Dumont.
De style néogothique, avec des tourelles et des créneaux qui évoquent la silhouette d'une château-fort, l'édifice est construit en briques et en pierre bleu. Il fut rapidement surnommé « Le Château Mille Briques » par la population.

## Capacité et surpopulation
En avril 1886, à la suite des arrestations opérées après les grèves de mars 1886, trois détenus occupent chaque cellule de la prison, initialement prévues pour une seule personne.
Au mois de janvier 1900 la prison comporte 110 cellules pour hommes et 24 pour femmes. La garde des lieux est assurée par un chef surveillant et sept surveillants. Un de ceux-ci assure la surveillance de l'extérieur des lieux. Le personnel total est porté à 19, lorsque l'on prend en compte les religieuses, domestiques et employés. Ce qui est jugé insuffisant à l'époque, la prison étant constamment pleine. À cette époque, il est fait mention d'un terrain adjacent à la prison sur lequel la ville de Charleroi souhaitait faire construire un bassin de natation. Ce qui a été refusé par le ministre de l'époque, afin de permettre un éventuel agrandissement de la prison.

## Vie à la prison

### Commodités pour les détenus

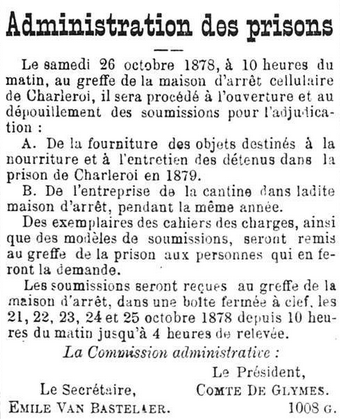
Adjudication pour la prison de Charleroi en 1878 (Dans la Gazette de Charleroi)

Pour l'an 1901, il est commandé pour la consommation des prisonniers de la prison, les quantités de produits suivantes : 2 800 kg de pois secs, 2 000 kg de riz, 500 kg de saindoux, 400 kg de carbonate de soude et 350 kg de zostère.

### Activités
Il apparait dans la presse de l'époque, en 1871, que chaque matin, un groupe de détenus, sous la surveillance d'un agent, était chargé de nettoyer le trottoir situé autour de la prison. C'est notamment à cette occasion qu'un prisonnier s'évade un matin de mars 1871.

## Détenus célèbres
- Les membres de la Bande Noire de l'Entre-Sambre-et-Meuse[13].